# Viborgs stift 1554–1723
Viborgs stift grundades år 1554 av Sveriges kung Gustav Vasa. Intill dess hörde hela Finland till Åbo stift. Nämnda år organiserades ett nytt stift, med styrelse i Viborg. Stiftet räknade vid denna tid 33 församlingar, av vilka de fem äldsta veterligen uppstod under 1200-talet; tre torde ha bildats på 1300-talet och 15 på 1400-talet. Den förste biskopen i Viborg var Paul Juusten, som 1563 flyttade till Åbo. 
Åren 1564–68 och 1578–1618 hade Finland åter en enda biskop, men när Viborgs stift ökats med den i Stolbovafreden 1617 vunna delen av Karelen, erhöll det 1618 ånyo särskilda styresmän. Den förste blev Olaus Elimaeus. Även Ingermanland lydde 1618–41 under biskopen i Viborg. Under 1600-talet mer än fördubblades antalet församlingar i stiftet, dels genom en lämpligare reglering och dels genom nya lutherska församlingars upprättande i Kexholms län. 
I dessa förhållanden medförde den "stora ofreden" betydande rubbningar. Sedan Viborg 1710 blivit erövrat av Ryssland och domkapitlet blivit upplöst, inrättades visserligen extra ordinarie konsistorier i Borgå och S:t Michel, över vilka inseendet 1712 uppdrogs åt biskopen i Åbo; men redan 1713 måste såväl biskop som flertalet av konsistoriales för den annalkande fienden söka trygghet i Stockholm, där några sessioner hölls, tills kriget avbröt alla förbindelser mellan Sverige och Finland. Den ryska styrelsen upprättade sedermera ett interimskonsistorium i Åbo (1717) och en konsistorialrätt i Borgå (1718), vilka bägge bestod av finska andliga. De gamla förhållandena inträdde dock åter efter den 1721 slutna freden. Efter fredsslutet omorganiserades stiftet så att domkapitlet och biskopssätet flyttades till Borgå, där det kom att finnas ända fram till år 1923. Efter att Finland blev del av Ryssland år 1809 och då de gamla delarna av Viborgs stift blivit del av Storfurstendömet Finland 1812, kom de gamla delarna att bli del av Borgå stift.
Vidare kom stiftets ledning att flyttas till Tammerfors år 1923. Det gamla Viborgs stift är alltså idag Tammerfors stift. År 1924 flyttades Nyslotts stifts biskopssäte till Viborg och stiftet kom att kallas Viborgs stift, men det är alltså inte fråga om samma stift som denna artikel handlar om.

## Biskopar
- Paul Juusten 1554–1563
- Canutus Johannis 1563–1564
- Erik Herkepaeus 1568–1578
- under Åbo stifts biskop 1578–1618
- Olaus Elimaeus 1618–1629
- Nicolaus Carelius 1630–1632
- Gabriel Melartopaeus 1633–1641
- Petrus Bjugg 1642–1656
- Nicolaus Nycopensis 1658–1664
- Petrus Brommius 1664–1672
- Abraham Thauvonius 1672–1679
- Henrik Carstenius 1679–1681
- Petrus Bång 1681–1696
- Petrus Laurbecchius 1696–1705
- David Lund 1705–10
- Ingen biskop under Stora ofreden 1711–1721
- Johannes Gezelius den yngste 1721–1723